# Notioceramus
Notioceramus is een geslacht van zeesterren uit de familie Goniasteridae.				

## Soort
- Notioceramus anomalus Fisher, 1940